# Hägendorf
Hägendorf és un municipi del cantó de Solothurn (Suïssa), situat al districte d'Olten.

## Referències

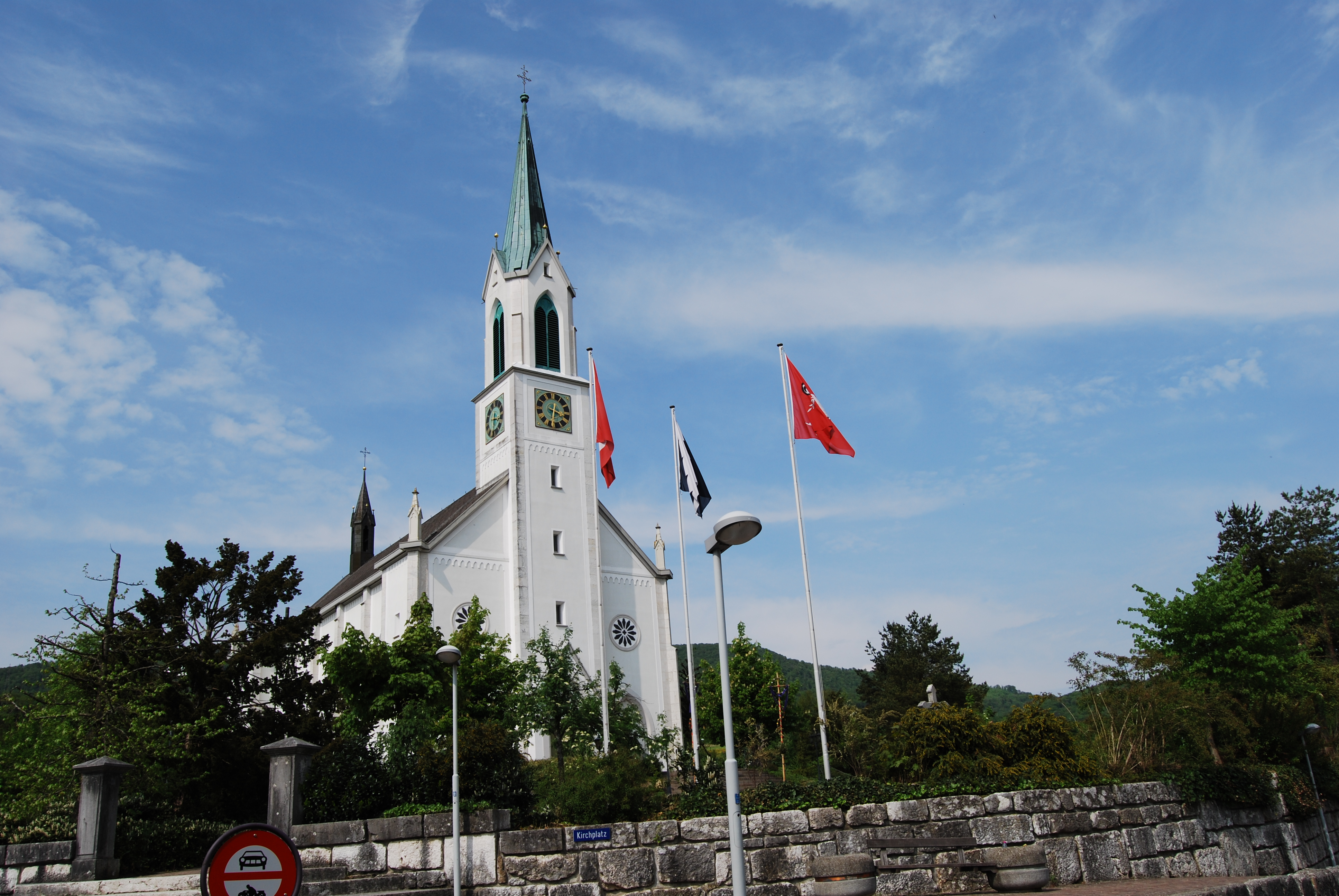
Hägendorf